# Olmos de Ojeda
Olmos de Ojeda település Spanyolországban, Palencia tartományban. Olmos de Ojeda Aguilar de Campoo, Santibáñez de Ecla, La Vid de Ojeda, Micieces de Ojeda, Payo de Ojeda, Castrejón de la Peña, Dehesa de Montejo, Cervera de Pisuerga, Báscones de Ojeda, La Puebla de Valdavia, Congosto de Valdavia és Collazos de Boedo községekkel határos. Lakosainak száma 170 fő (2024).

## Népesség
A település népessége az elmúlt években az alábbi módon változott:
| Lakosok száma | 334  | 296  | 277  | 265  | 240  | 214  | 201  | 197  | 195  | 170  |
|               | 2001 | 2004 | 2007 | 2009 | 2012 | 2014 | 2017 | 2019 | 2022 | 2024 |